# Țârdenii Mari
Țârdenii Mari – wieś w Rumunii, w okręgu Bacău, w gminie Blăgești. W 2011 roku liczyła 714 mieszkańców.